# Stanisław Wysocki (rzeźbiarz)

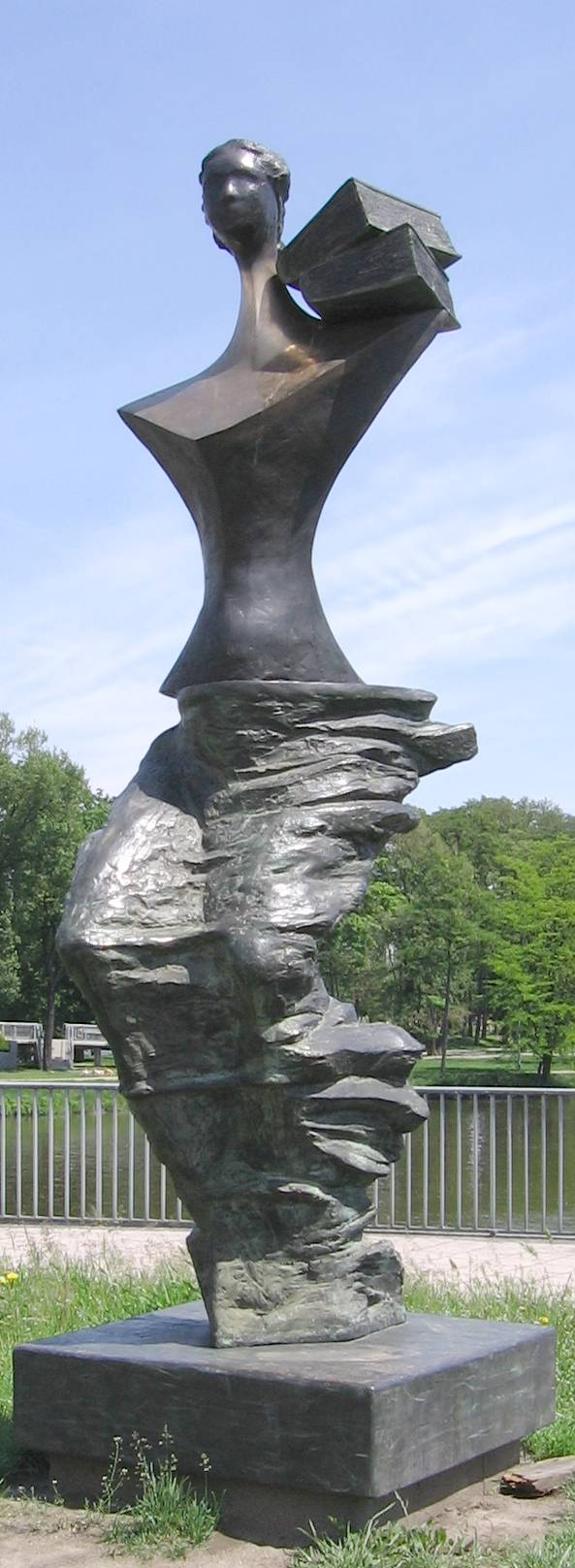
"Powodzianka"

Stanisław Wysocki (ur. 1949 w Ełku) – polski rzeźbiarz.
W latach 1978–1980  studiował na Akademii Sztuk Pięknych w Poznaniu. W roku 1980 rozpoczął praktykę w "Hermann Noack Bildgiesserei" w Berlinie Zachodnim – w renomowanej odlewni rzeźb. Przez  trzy lata doskonalił tam technikę odlewów na wosk tracony. W tym czasie realizowane tam były rzeźby takich artystów jak Henry Moore, Kenneth Armitage. W trakcie praktyki rozpoczął studia w Hochschule der Künste, akademii sztuki w Berlinie.
W 1986 roku powrócił do Wrocławia. W 1990 roku wraz z grupą wrocławskich artystów wystawił swoje prace w Cannden Art Center w Londynie. Pierwszą samodzielną wystawę zrobił w roku 1991 we wrocławskiej "Desie" przy pl. Kościuszki. Jego pracami  zainteresowały się wówczas prestiżowe, skandynawskie galerie. Od tego czasu jego rzeźby znane są w Anglii, Danii, Szwecji, Belgii, Francji i w Niemczech.

## Ważniejsze prace
- Powodzianka – Wrocław 1998,

Statuetka nagrody
"Osobowość Roku"
przyznanej w 2004 r.

- "Krzyż Sybiracki" w kościele oo. Redemptorystów we Wrocławiu,
- Figura "Murzyna" stojącą na budynku przy pl. Solnym we Wrocławiu[1],
- Pomnik marszałka Józefa Piłsudskiego w Lubinie[2],
- Pływaczka – Wrocław 2010, hala Wrocławskiego Centrum SPA przy ul. Teatralnej[3],
- Statuetka nagrody "Osobowość Roku" przyznawanej pod patronatem miesięcznika Samochody Specjalne wydawanego przez Oficynę Wydawniczą MAZUR,
- Statuetka nagrody "Laur Ekoprzyjaźni" przyznawanej za wybitne zasługi na rzecz edukacji ekologicznej na wniosek Redakcji miesięcznika Ekonatura,
- Pomnik papieża Jana Pawła II we Wrocławiu przy kościele św. Maurycego (2014)[4]
- Rzeźby eksponowane na największym liniowcu świata RMS Queen Mary 2.

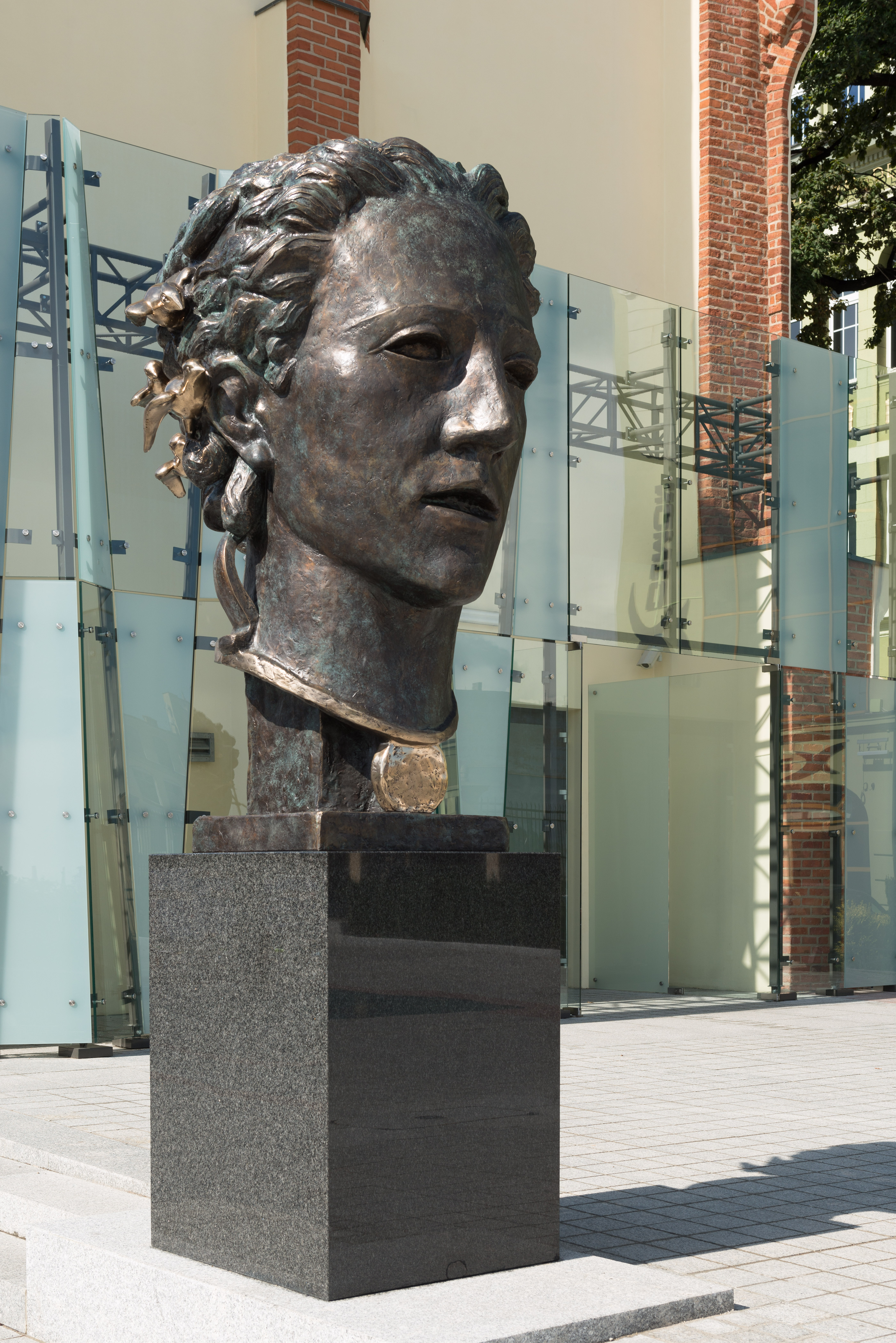
Orfeusz przed Narodowym Forum Muzyki

## Nagrody
W 2009 r. otrzymał Nagrodę Wrocławia.